# 101 (тема)
101 — индекс для учебного курса начального уровня в определённой теме в системе единого каталога курсов колледжей США.
В американских системах нумерации курсов для университетов число 101 часто используется для вводного курса на уровне начинающего в предметной области факультета. Эта общая система нумерации была разработана для облегчения перевода между колледжами. Теоретически, любой нумерованный курс в одном академическом институте должен привести студента к тому же стандарту, что и аналогичный номер в других учебных заведениях.

## История
Термин был впервые введен в Университете Буффало в 1929 году. Он был использован в качестве каталога курса; первое известное использование этого термина было сделано в Оксфордском словаре английского языка.
Основываясь на этом использовании, термин «101» был расширен, чтобы обозначить начальный уровень обучения или сборник вводных материалов по теме.